# Мострансгаз (футбольный клуб)
«Мострансгаз» — российский футбольный клуб из посёлка Газопровод Ленинского района Московской области.

## История
Предположительно основан в 2000 году в Москве под названием «Динамо-МГО-Мострансгаз». В 2001—2002 годах назывался «Мострансгаз». В 2001 году представлял Селятино, с 2002 — Газопровод, однако матчи играл в Селятино на стадионе «Строитель» (кроме первых двух, прошедших на стадионе «Труд» в Москве).
Лучшее достижение в первенстве России — 14-е место в зоне «Центр» Второго дивизиона в 2002 году. В 1/256 финала Кубка России «Мострансгаз» уступил подольскому «Витязю» (1:2). Перед началом сезона-2003 клуб сменил название на «Медик», но не прошёл регистрацию в ПФЛ, лишился статуса профессионального клуба и был расформирован, место «Медика» занял ФК «Петротрест».

## Результаты
| Первенство | Первенство      | Первенство         | Первенство      | Первенство | Первенство | Первенство | Первенство | Первенство | Первенство | Первенство        | Первенство        | Кубок |
| Сезон      | Лига            | Лига               | Лига            | Место      | И          | В          | Н          | П          | Мячи       | О                 | Примечания        | Кубок |
| ---------- | --------------- | ------------------ | --------------- | ---------- | ---------- | ---------- | ---------- | ---------- | ---------- | ----------------- | ----------------- | ----- |
| 2000       | Первенство КФК  | зона «МРО „Центр“» | группа «Москва» | 3 из 16    | 30         | 21         | 7          | 2          | 94-14      | 70                |                   |       |
| 2001       | Первенство КФК  | зона «МРО „Центр“» | группа «Москва» | 1 из 19    | 36         | 35         | 1          | 0          | 152-12     | 106               |                   |       |
| 2001       | Первенство КФК  | зона «МРО „Центр“» | за 1-е место    | 1 из 2     | 2          | 1          | 1          | 0          | 3-0        | 4                 |                   |       |
| 2001       | Первенство КФК  | Финальный турнир   | группа «Б»      | 4 из 10    | 4          | 3          | 0          | 1          | 5-1        | 9                 | 2-е место из 5    |       |
| 2001       | Первенство КФК  | Финальный турнир   | за 3-е место    | 4 из 10    | 1          | 0          | 1          | 0          | 1-1        | по пенальти — 2:4 | по пенальти — 2:4 |       |
| 2002       | Второй дивизион | зона «Центр»       | зона «Центр»    | 14 из 20   | 38         | 12         | 7          | 19         | 35-43      | 43                |                   | 1/256 |

## Тренеры
- 2002  Александр Пискарёв
- 2002—2003  Юрий Гаврилов